# Limniace
Die Limniăce, auch Limnate, ist eine Nymphe und Tochter des Ganges. Ihr Sohn Athis wird in dem von Phineus erregten Lärmen von Perseus mit niedergemacht.
Sie wird von Ovid in den Metamorphosen erwähnt:

„Da war aus Indien Athis, den in kristallener Flut Limnate, die Tochter des Ganges, sagt man, gebar, gar stattlich an Wuchs, den prächtiger Anzug steigerte, blühend und frisch ein sechzehnjähriger Jüngling.“